# Notacanthidae
Notacántidos (Notacanthidae) es una familia de peces de aguas profundas, llamadas comúnmente como anguilas espinosas. Todas presentan un cuerpo alargado, parecido al de una anguila, piel desnuda con aletas pequeñas y una aleta anal muy desarrollada. La aleta caudal está atrofiada o no la tiene, y la aleta dorsal tampoco está. En su lugar, una hilera de espículas recorre su dorso, de allí su nombre. Todos son de tamaño mediano, generalmente midiendo medio metro.

## Géneros y especies
Existen once especies repartidas en tres géneros:
- Género Lipogenys
  - Lipogenys gillii (Goode y Bean, 1895)

- Género Notacanthus
  - Notacanthus abbotti (Fowler, 1934)
  - Notacanthus bonaparte (Risso, 1840)
  - Notacanthus chemnitzii (Bloch, 1788)
  - Notacanthus indicus (Lloyd, 1909)
  - Notacanthus sexspinis (Richardson, 1846)
  - Notacanthus spinosus (Garman, 1899)

- Género Polyacanthonotus
  - Polyacanthonotus africanus (Gilchrist y von Bonde, 1924)
  - Polyacanthonotus challengeri (Vaillant, 1888)
  - Polyacanthonotus merretti (Sulak, Crabtree y Hureau, 1984)
  - Polyacanthonotus rissoanus (De Filippi y Verany, 1857)